# Ctenotus fallens
Ctenotus fallens är en ödleart som beskrevs av  Storr 1974. Ctenotus fallens ingår i släktet Ctenotus och familjen skinkar. Inga underarter finns listade i Catalogue of Life.